# Gaszelle
Eine Gaszelle ist ein Gasbehälter in Luftschiffen, der als Behälter für das Traggas des Schiffes dient. Starrluftschiffe besitzen mehrere Gaszellen, um den Schaden bei Unfällen zu begrenzen, bei halbstarren Luftschiffen ist die Hülle gleichzeitig die einzige Gaszelle.

## Technik
Als Behälter des für den Auftrieb sorgenden Traggases ist die Stabilität und Sicherheit der Gaszellen von enormer Bedeutung für den Betrieb des Schiffes, was eine Reißfestigkeit der Hülle und Schutz vor Einschlägen erforderlich macht. Letzteres wurde bei LZ 129 durch zusätzliche Verstärkungen innerhalb der Hülle gewährleistet. Zudem darf der Ausfall einer Gaszelle nicht zum Verlust des gesamten Auftriebs führen. Überwacht werden Füllung und Zustand der Gaszellen teils vom Axialgang aus, der bei LZ 129 und LZ 127 vom Bug bis zum Mittelpunkt des Leitwerkskreuzes verlief. Zum Ablassen abgeblasenen Gases über eine Öffnung im First existierte bei LZ 129 zudem ein Abzugsschacht, der senkrecht vom durch ihn entlüfteten Kielgang über den Axialgang nach oben führte. Beim Zeppelinbau stellten Einbau und Füllung der Gaszellen den letzten, mehrere Tage andauernden Arbeitsschritt dar.

### Stoffe
Nachdem diese 1910 von der Luftschiffbau Zeppelin erstmals erprobt worden waren, wurde mit LZ 18 1913 erstmals ein ganzes Luftschiff mit Gaszellen aus Goldschlägerhaut ausgestattet, was bis zu LZ 127 fortgeführt wurde. Eine Gaszelle wurde dabei aus etwa 50.000 Blinddarmoberhäuten von Tieren hergestellt.
Die Gaszellen der USS Akron, der USS Macon, von LZ 129 und LZ 130 sowie einzelne Zellen zu Erprobungszwecken von LZ 127 bestanden aus Filmhaut, zwei Stofflagen, die eine Gelatineschicht umschließen.

## Einsatz
In den Zeppelin-Starrluftschiffen wurden die Gaszellen in einzelne, durch Ringverspannungen voneinander abgetrennte Abteilungen integriert. Die je zwei Bug- und Heckzellen der insgesamt 16 mit 190.000 m³ Wasserstoff gefüllten Gaszellen von LZ 129 waren miteinander verbunden, während die übrigen Zellen voneinander abgetrennt waren. Zur Regulierung gab es je 14 selbsttätige Überdruck- und Manövrierventile.
Das Durchschnittsgewicht der Zellen von LZ 130 betrug 203,0 Gramm pro m², die Gesamtoberfläche der Gaszellen 56.878 m². Insgesamt hatten sie ein Gewicht von 11.546 kg.
Das aktuell (Stand: 2023) einzige Starrluftschiff, der Pathfinder 1, besitzt 13 mit Helium befüllte und aus Ripstop bestehende Gaszellen.

## Kernzellen
Unter anderem für LZ 129 wurden, nachdem das für Wasserstoff als Traggas ausgelegte Projekt LZ 128 infolge des Absturzes der R101 abgebrochen worden war, Gaszellen erprobt, die mit Helium hätten gefüllt werden und eine Wasserstoff-Kernzelle hätten umschließen sollen. Diese neuartige kombinierte Gasanlage hätte die Vorteile beider Stoffe ausnutzen sollen. Das Konzept wurde jedoch verworfen und LZ 129 letztendlich ganz für den Einsatz von Helium konstruiert.